# 8e régiment Punjab
Le 8e régiment Punjab est un régiment de l'armée indienne britannique de 1922 à 1947. Il fut transféré dans l'armée pakistanaise lors de la partition de l'Inde en 1947 et fusionna avec le régiment Baluch en 1956.